# Adektitopus longipennis
Adektitopus longipennis är en stekelart som först beskrevs av Shafee och Avasthi 1983.  Adektitopus longipennis ingår i släktet Adektitopus och familjen sköldlussteklar. Inga underarter finns listade i Catalogue of Life.